# Honeysuckle Weeks
Honeysuckle Hero Susan Weeks (Cardiff, 1º agosto 1979) è un'attrice britannica, nota per il suo ruolo nella serie televisiva inglese Foyle's War, dal 2002 al termine della serie nel 2015.

## Filmografia parziale
- L'ispettore Barnaby (Midsomer Murders) – serie TV, episodio 2x04 (1999)
- Poirot (Agatha Christie's Poirot) – serie TV, episodio 10x02 (2006)
- Delitti in Paradiso (Death in Paradise) – serie TV, episodio 4x08 (2015)
- Frankie Drake Mysteries – serie TV, episodio 3x01 (2019)